# 987 Wallia
987 Wallia è un asteroide della fascia principale del diametro medio di circa 43,67 km. Scoperto nel 1922, presenta un'orbita caratterizzata da un semiasse maggiore pari a 3,1498434 UA e da un'eccentricità di 0,2294030, inclinata di 8,88294° rispetto all'eclittica.
Il nome per questo asteroide è stato scelto a caso dal popolare calendario Lahrer Hinkender Bote, pubblicato nella città di Lahr/Schwarzwald, in Germania.